# EDonkey2000 (программа)
eDonkey2000 — официальный клиент файлообменных сетей eDonkey2000 и Overnet, разработанный компанией MetaMachine c использованием MFTP. С сентября 2006 года разработка клиентской программы остановлена, последняя выпущенная версия — 1.4.6.

## Статус
По сообщению компании MetaMachine, владельца официального сайта файлообменной сети, сеть eDonkey2000 закрыта. Тем не менее официальный клиент продолжает работать, но с некоторыми ограничениями (не устанавливает соединение с сетью Overnet). Причиной «закрытия» сети послужил иск RIAA на 30 миллионов долларов.
Благодаря альтернативным серверам (Lugdunum) и клиентам (eMule) сеть eDonkey2000 продолжает работать.